# Gilberto Gómez González
Gilberto Gómez González (Albeos, Pontevedra, España, 12 de febrero de 1952) es un sacerdote español que actualmente es obispo de Abancay, en Perú.

## Biografía

### Formación
Estudió secundaria, filosofía y teología en el Seminario de Tui–Vigo.  

### Sacerdocio
Fue ordenado sacerdote el 14 de septiembre de 1975. Desde entonces, ha sido  vicerrector del Seminario Menor de Tui – Vigo (1975 – 1985).  
Tras inscribirse en la Obra para la Cooperación Sacerdotal Hispanoamericana, se trasladó a la diócesis de Abancay, donde fue rector del Seminario Menor «San Francisco Solano» (1986 – 1992) y párroco de Tamburco.  
Fue vicerrector del Seminario Mayor de Abancay «Nuestra Señora de Cocharcas» (1992 – 1997) y, posteriormente, rector, hasta su ordenación episcopal.  
También fue capellán del Monasterio de Carmelitas en Abancay y miembro del Consejo Presbiteral Diocesano.

## Episcopado

### Obispo Auxiliar de Abancay
El 22 de diciembre del 2002, fue nombrado obispo titular de Mozotcori y obispo auxiliar de Abancay por el papa Juan Pablo II. 

### Obispo de Abancay
El papa Benedicto XVI lo nombró obispo de Abancay el 20 de julio del 2009. Tomó posesión el 8 de agosto del 2009. 
Actualmente, es miembro de la Comisión Episcopal de Vocaciones y Ministerios de la Conferencia Episcopal Peruana.

## Obra poética
- Vía Lucis (2005).[4] Ganador del XXIV Premio Mundial Fernando Rielo de Poesía Mística.